# هوديان (دلغان)
هوديان (بالفارسية: هودیان) هي قرية تقع في قسم هوديان الريفي (مقاطعة دلغان) في إيران. يقدر عدد سكانها بـ 383 نسمة بحسب إحصاء 2016.